# Yes, And?
"Yes, And?" is een nummer van de Amerikaanse singer-songwriter Ariana Grande. Het werd op 12 januari 2024 via Republic Records uitgebracht als de eerste single van haar zevende studioalbum Eternal Sunshine (2024). Het nummer, geschreven en geproduceerd door Grande, Max Martin en Ilya Salmanzadeh, is een house- en poptrack met ballroomelementen. 
Muziekcritici waren lovend voor de productie van "Yes, And?". Ze lieten zich inspireren door Madonna 's single "Vogue" uit 1990, terwijl de begeleidende videoclip inspiratie putte uit die van Paula Abdul 's "Cold Hearted" (1989). Commercieel debuteerde de single helemaal bovenaan de Amerikaanse Billboard Hot 100 en werd Grande's zesde nummer één-debuut en achtste overall nummer één single, evenals haar 21e top tien op de hitlijst. In België behaalde het nummer na een week Big-Hit te zijn op MNM, een piek op plaats 6. Haar vijfde top tien single. 
Op 16 februari 2024 werd een remix van het nummer met de Amerikaanse singer-songwriter Mariah Carey uitgebracht.